# 第22回日本フットボールリーグ
- 日本フットボールリーグ > 第22回日本フットボールリーグ
- 2020年のスポーツ > 2020年のサッカー > 第22回日本フットボールリーグ

第22回日本フットボールリーグ(第22回 JFL 2020)は、2020年7月18日から11月29日にかけて開催された日本フットボールリーグ（JFL）のリーグ戦。ヴェルスパ大分が初優勝を果たした。
当初は3月15日から開幕する予定だったが、新型コロナウイルス感染拡大の影響により日程及びレギュレーションが大幅に変更された。詳細は下記#レギュレーション・#できごとを参照。
キャッチフレーズは「湧き出すリズムで攻めろ!」

## 参加クラブ
前シーズン終了後にFC今治がJ3リーグ入会により退会。また、2019年12月5日のJFL理事会で全国地域サッカーチャンピオンズリーグ2019優勝のいわきFCおよび準優勝の高知ユナイテッドSCの入会と、前シーズン16位の流経大ドラゴンズ龍ケ崎の関東サッカーリーグ降格が承認された。
| チーム名（正式名称）                                      | 監督                     | 都道府県 | 主なホームゲーム会場                | 前年度成績   | J3L | 備考                                             |
| --------------------------------------------------------- | ------------------------ | -------- | ----------------------------------- | ------------ | --- | ------------------------------------------------ |
| Honda FC （本田技研工業株式会社フットボールクラブ）       | 井幡博康                 | 静岡県   | ホンダ都田サッカー場                | JFL 優勝     | -   |                                                  |
| ソニー仙台FC （ソニー仙台フットボールクラブ）             | 中村元                   | 宮城県   | みやぎ生協めぐみ野サッカー場        | JFL 2位      | -   |                                                  |
| 東京武蔵野シティFC （東京武蔵野シティフットボールクラブ） | 池上寿之                 | 東京都   | 武蔵野市立武蔵野陸上競技場          | JFL 4位      | -   | 2020年7月31日を以てJリーグ百年構想クラブから脱退 |
| テゲバジャーロ宮崎                                        | 倉石圭二                 | 宮崎県   | 宮崎市生目の杜運動公園陸上競技場    | JFL 5位      | ○   |                                                  |
| ホンダロックSC （株式会社ホンダロックサッカー部）         | 白川伸也                 | 宮崎県   | ひなた陸上競技場                    | JFL 6位      | -   |                                                  |
| ヴェルスパ大分                                            | 須藤茂光                 | 大分県   | 昭和電工サッカー・ラグビー場        | JFL 7位      | -   |                                                  |
| FC大阪                                                    | 塚原真也                 | 大阪府   | 東大阪市花園ラグビー場第2グラウンド | JFL 8位      | ○   |                                                  |
| MIOびわこ滋賀                                             | 大槻紘士                 | 滋賀県   | 東近江市布引グリーンスタジアム      | JFL 9位      | -   |                                                  |
| ヴィアティン三重                                          | 上野展裕                 | 三重県   | 朝日ガスエナジー東員スタジアム      | JFL 10位     | ○   |                                                  |
| FCマルヤス岡崎 （マルヤス工業株式会社フットボールクラブ） | 北村隆二                 | 愛知県   | 名古屋市港サッカー場                | JFL 11位     | -   |                                                  |
| 鈴鹿ポイントゲッターズ                                    | ミラグロス・マルティネス | 三重県   | AGF鈴鹿陸上競技場                   | JFL 12位     | -   | 「鈴鹿アンリミテッドFC」から名称変更             |
| ラインメール青森 （ラインメール青森FC）                   | 望月達也                 | 青森県   | 新青森県総合運動公園球技場          | JFL 13位     | ◯   |                                                  |
| 奈良クラブ                                                | 林舞輝                   | 奈良県   | ならでんフィールド                  | JFL 14位     | ◯   |                                                  |
| 松江シティFC                                              | 実信憲明                 | 島根県   | 松江市営陸上競技場                  | JFL 15位     | -   |                                                  |
| いわきFC                                                  | 田村雄三                 | 福島県   | いわきグリーンフィールド            | 東北1部 優勝 | ○   | 昇格（地域CL2019 優勝）                          |
| 高知ユナイテッドSC （高知ユナイテッドスポーツクラブ）     | 西村昭宏                 | 高知県   | 高知県立春野総合運動公園球技場      | 四国 優勝    | -   | 昇格（地域CL2019 準優勝）                        |

- のチームは2020年シーズン開幕当初にJリーグ百年構想クラブ認定済みのクラブ
- のクラブは2019年12月5日現在でJリーグ百年構想クラブを申請中・または継続審議中のクラブ
- J3L=2019年9月25日にJ3ライセンスを発給されたクラブ[4]
- 「主なホームゲーム会場」は、便宜上「2020年シーズンで最も多く使用される予定の会場」を記す。

### 監督交代
| チーム名       | 前監督   | 退任日  | 新監督   | 就任日  | 備考                        |
| -------------- | -------- | ------- | -------- | ------- | --------------------------- |
| ホンダロックSC | 白川伸也 | 6月10日 | 宮路洋輔 | 6月10日 | 家庭の事情 コーチからの昇格 |

## レギュレーション

### リーグ・試合形式
2020年1月14日に発表され、前年から復活した2回戦総当たりのホーム・アンド・アウェー方式で行う予定だった。
しかし、新型コロナウイルス感染拡大の影響により開幕が延期され、収束が見通せない状況となったことから、第1節～第15節を中止し、第16節以降の15試合1回戦総当たりに変更となった。1回戦総当りとなったのは、第4回以来18年ぶり。また年間15試合は、JFL史上最も少ない試合数となった。

### 大会日程
2019年12月22日に発表された。3月15日開幕、11月29日閉幕の全30節で行われる予定であった。なお、2020年2月27日に開催された理事会において、新型コロナウイルス感染拡大の影響により開幕節が延期されており（詳細後述）、4月15日に第16節（7月18日）の開幕とすることが発表されている。
またコロナ感染拡大防止などの観点から、第16・17節の全試合を含む、各クラブ最初の主催（主管）試合については、無観客試合（リモートマッチ）とし、それ以後については各クラブの判断とすることが示された。また順位決定方式を従来の「勝点→得失点差→総得点→当該チーム間の対戦成績→勝利数→反則ポイント→順位決定戦」から「勝点→得失点差→当該チーム間の対戦成績→総得点→勝利数→反則ポイント→抽選」への変更と選手の交代を従来の3人以内→5人以内（交代回数はハーフタイムを除いて3回）に変更することも合わせて決定。

## できごと
- 1月14日 - 大会方式[6]、開幕第2節までのカード及び青森・V大分のホーム開幕カードが発表[11]。
- 1月30日 - Jリーグ理事会で入場者数の水増しを行った奈良クラブに対して、Jリーグ百年構想クラブ資格の解除条件付き失格とすることを決定[12]
- 2月1日 - 1月14日に発表された試合の会場が発表[13]。
- 2月14日 - リーグのキャッチフレーズ[1] 並びに全日程・試合会場が発表[14]。
- 2月27日 - 新型コロナウイルス感染拡大についての国の専門家会議の見解[15] を受け、この日行われた理事会で、第1節・第2節を延期することを決定。当面、第3節（3月28日・29日）からの開幕を目指すという[16]。
- 3月16日 - この日行われた理事会で第1節、2節に続いて、第3節についても延期することを決定。今後は第4節(4月4日、5日)からの開幕を目指して準備を進める[17]。
- 3月25日 - 第4節と5節を延期することを決定[18]。
- 4月7日 - 第6節の延期を決定[19]。
- 4月15日 - 大会方式を変更し、「ホームアンドアウェイ2回戦総当たり」（各チーム30試合）から「1回戦総当たり」（各チーム15試合）に変更し、第16節（7月18日）から開幕することを発表。またJFL15位、16位チームの地域リーグへの降格はなしとし、全国地域サッカーチャンピオンズリーグ2020の1位、2位チームを自動昇格することを併せて発表。これにより2021年の第23回日本フットボールリーグは最大18チームで実施予定[7]。
- 6月23日 - Jリーグ理事会で入場者数の水増しでJリーグ百年構想クラブ資格の解除条件付き失格のJFL・奈良クラブに対して、Jリーグ百年構想クラブとして再認定することを決定[20]。
- 6月24日 - 第16節、第17節及び各ホームゲーム開幕戦についてはリモートマッチ（無観客試合）として開催することが決定[9]。また順位決定方式を従来の「勝点→得失点差→総得点→当該チーム間の対戦成績→勝利数→反則ポイント→順位決定戦」から「勝点→得失点差→当該チーム間の対戦成績→総得点→勝利数→反則ポイント→抽選」への変更と選手の交代を従来の3人以内→5人以内（交代回数はハーフタイムを除いて3回）に変更することも合わせて決定[10]。
- 7月16日 - 2021年度のJ3昇格の入会案件の一部特例処置をとることを発表。今年度に限り「J3昇格を希望するJリーグ百年構想クラブの入会直前年度のJFL主催試合において、1試合平均2000人以上を動員し、かつ3000人以上に到達することを目指して努力していると認められていること」については適用せず、リーグ戦成績のみを基に判定することになった。またなおかつ、これを適用するのは「JFLのリーグ戦が、JFLの定めるリーグ戦成立要件（全試合の75%以上＝90試合以上を開催すること）」かつ「各クラブが最低でも30%以上=5試合以上の主催（主管）試合を成立させること」の開催条件を成立させることを条件とした[21][22]
- 8月3日 - 東京武蔵野シティFCがJリーグ百年構想クラブから脱退することを発表[23]。
- 8月19日 - 東京武蔵野シティFCの選手1人が新型コロナウィルスに感染したため、8月23日に開催予定だった、第17節のラインメール青森 vs 東京シティFC戦の延期を発表[24]。
- 8月21日 - 東京武蔵野シティFCの新型コロナ感染でチーム活動が8月17日～26日まで自粛のため、8月30日に開催予定だったJFL第18節のヴェルスパ大分 vs 東京武蔵野シティFC戦の延期を発表[25]。
- 9月4日 - 9月6日に開催予定だったJFL第19節テゲバジャーロ宮崎 vs FC大阪戦は台風10号の影響により中止[26]。
- 11月21日 - 第29節で1位・ヴェルスパ大分が鈴鹿ポイントゲッターズに2-2で引き分け、2位・ソニー仙台FCがホンダロックSCに1-4で敗戦。この結果により1試合を残してV大分の初優勝が決定[27]。
- 11月22日 - 第29節で6位・いわきFC対7位・ヴィアティン三重が1-1で引き分けた結果、テゲバシャーロ宮崎の4位以内が確定し、宮崎の2021年度からのJ3リーグ参入が確定[28]。これによりテゲバシャーロ宮崎のJFL退会が正式決定。その他の百年構想クラブのうち3クラブ（いわきFC、ヴィアティン三重、FC大阪）は4位以内の可能性を残す[29]。
- 11月29日 - この日行われた最終節（第30節）で、試合前の時点で4位であったHonda FCがFCマルヤス岡崎に敗れたため、6位・いわき、7位・三重、8位：大阪は、勝てば逆転で4位となる可能性があったが3チームとも敗れた[30]。（Hondaと3位・ソニー仙台FCが揃って勝利していた場合、いわき、三重、大阪は勝利しても4位以内に入れなかった。）
- 12月8日 - この日行われたJFL理事会で、全国地域サッカーチャンピオンズリーグ2020優勝のFCティアモ枚方と準優勝のFC刈谷のJFL入会が正式に決定[31]。
- 2022年4月5日 - 2020年11月29日に開催された第30節ソニー仙台FC対鈴鹿ポイントゲッターズ戦において、八百長未遂があったことが日本サッカー協会から発表された。試合はS仙台が1-0で勝利したが、没収試合となり3-0でS仙台の勝利となった[32]。

## 結果

### 順位表
| 順 | チーム                 | 試 | 勝 | 分 | 敗 | 得 | 失 | 差  | 点          | 出場権または降格    |
| -- | ---------------------- | -- | -- | -- | -- | -- | -- | --- | ----------- | ------------------- |
| 1  | ヴェルスパ大分 (C)     | 15 | 10 | 2  | 3  | 27 | 16 | +11 | 32 \|\|優勝 |                     |
| 2  | テゲバジャーロ宮崎 (P) | 15 | 8  | 4  | 3  | 26 | 15 | +11 | 28          | J3リーグ 2021へ昇格 |
| 3  | ソニー仙台FC           | 15 | 8  | 2  | 5  | 27 | 22 | +5  | 26          |                     |
| 4  | Honda FC               | 15 | 5  | 7  | 3  | 20 | 12 | +8  | 22          |                     |
| 5  | 鈴鹿ポイントゲッターズ | 15 | 6  | 3  | 6  | 23 | 21 | +2  | 21          |                     |
| 6  | ヴィアティン三重       | 15 | 6  | 3  | 6  | 17 | 16 | +1  | 21          |                     |
| 7  | いわきFC               | 15 | 6  | 3  | 6  | 24 | 24 | 0   | 21          |                     |
| 8  | FC大阪                 | 15 | 6  | 2  | 7  | 24 | 24 | 0   | 20          |                     |
| 9  | MIOびわこ滋賀          | 15 | 6  | 2  | 7  | 23 | 27 | −4  | 20          |                     |
| 10 | 松江シティFC           | 15 | 6  | 2  | 7  | 18 | 24 | −6  | 20          |                     |
| 11 | 東京武蔵野シティFC     | 15 | 5  | 4  | 6  | 15 | 17 | −2  | 19          |                     |
| 12 | ホンダロックSC         | 15 | 5  | 4  | 6  | 19 | 25 | −6  | 19          |                     |
| 13 | 奈良クラブ             | 15 | 5  | 3  | 7  | 21 | 21 | 0   | 18          |                     |
| 14 | 高知ユナイテッドSC     | 15 | 4  | 4  | 7  | 17 | 20 | −3  | 16          |                     |
| 15 | ラインメール青森       | 15 | 4  | 4  | 7  | 17 | 26 | −9  | 16          |                     |
| 16 | FCマルヤス岡崎         | 15 | 4  | 3  | 8  | 14 | 22 | −8  | 15          |                     |

最終更新は2020年11月29日の試合終了時
出典: 第22回日本フットボールリーグ(2020) 順位表
順位の決定基準: 1.勝点 2.得失点差 3.当該チーム間の対戦成績（勝点、得失点差、総得点数の順に比較）4.総得点 5.勝利数 6.反則ポイント 7.抽選.

### 順位推移表
| チーム / 節            | 16             | 17 | 18 | 19 | 20 | 21 | 22 | 23 | 24 | 25 | 26 | 27 | 28 | 29 | 30 |   |
| ---------------------- | -------------- | -- | -- | -- | -- | -- | -- | -- | -- | -- | -- | -- | -- | -- | -- | - |
| チーム / 節            | ヴェルスパ大分 | 4  | 2  | 4  | 3  | 1  | 2  | 2  | 2  | 1  | 1  | 2  | 1  | 1  | 1  | 1 |
| テゲバジャーロ宮崎     | 10             | 8  | 7  | 7  | 6  | 4  | 5  | 4  | 4  | 4  | 3  | 3  | 3  | 2  | 2  |   |
| ソニー仙台FC           | 12             | 5  | 10 | 14 | 14 | 11 | 8  | 7  | 3  | 3  | 1  | 2  | 2  | 3  | 3  |   |
| Honda FC               | 4              | 4  | 3  | 1  | 3  | 1  | 1  | 1  | 2  | 2  | 4  | 4  | 4  | 4  | 4  |   |
| 鈴鹿ポイントゲッターズ | 6              | 11 | 13 | 16 | 11 | 10 | 12 | 10 | 12 | 7  | 6  | 6  | 5  | 5  | 5  |   |
| ヴィアティン三重       | 10             | 8  | 6  | 8  | 9  | 7  | 13 | 14 | 10 | 14 | 9  | 8  | 7  | 7  | 6  |   |
| いわきFC               | 2              | 6  | 5  | 6  | 5  | 6  | 3  | 6  | 7  | 10 | 11 | 9  | 6  | 6  | 7  |   |
| FC大阪                 | 1              | 1  | 1  | 2  | 4  | 5  | 6  | 3  | 5  | 5  | 8  | 5  | 9  | 8  | 8  |   |
| MIOびわこ滋賀          | 6              | 12 | 8  | 5  | 7  | 9  | 7  | 5  | 6  | 6  | 5  | 7  | 10 | 9  | 9  |   |
| 松江シティFC           | 2              | 3  | 2  | 4  | 2  | 3  | 4  | 8  | 9  | 11 | 7  | 10 | 8  | 10 | 10 |   |
| 東京武蔵野シティFC     | 8              | 10 | 12 | 9  | 10 | 8  | 10 | 12 | 14 | 12 | 13 | 11 | 11 | 12 | 11 |   |
| ホンダロックSC         | 16             | 14 | 14 | 11 | 15 | 12 | 9  | 11 | 13 | 9  | 12 | 12 | 12 | 11 | 12 |   |
| 奈良クラブ             | 12             | 13 | 9  | 10 | 8  | 13 | 11 | 9  | 11 | 8  | 10 | 13 | 13 | 13 | 13 |   |
| 高知ユナイテッドSC     | 8              | 7  | 11 | 15 | 16 | 16 | 16 | 16 | 16 | 16 | 16 | 16 | 14 | 14 | 14 |   |
| ラインメール青森       | 14             | 15 | 16 | 13 | 13 | 14 | 14 | 13 | 8  | 13 | 14 | 15 | 16 | 15 | 15 |   |
| FCマルヤス岡崎         | 14             | 16 | 15 | 12 | 12 | 15 | 15 | 15 | 15 | 15 | 15 | 14 | 15 | 16 | 16 |   |

最終更新: 2020年11月29日
出典: 第22回日本フットボールリーグ(2020) 順位表

### 戦績表
| ホーム / アウェー[1]   | HON | SON | TMC | TEG | LOC | VRS | OSA | MIO | VEE | MAR | SPG | REI | NAR | MTC | IWA | KCU |
| Honda FC               |     |     | 1–1 |     |     | 0–1 |     | 3–1 | 1–1 | 2–3 |     | 1–0 |     |     |     | 0–1 |
| ソニー仙台FC           | 0–4 |     |     |     | 1–4 |     | 4–0 | 2–1 | 0–1 |     | 3–0 |     | 1–1 |     |     | 3–1 |
| 東京武蔵野シティFC     |     | 2–0 |     | 1–2 |     |     | 2–1 |     |     | 0–1 |     |     | 2–1 | 1–0 | 2–1 |     |
| テゲバジャーロ宮崎     | 1–1 | 2–2 |     |     | 1–1 |     | 0–4 |     |     |     |     | 2–1 | 1–2 | 2–0 | 3–0 |     |
| ホンダロックSC         | 0–3 |     | 1–1 |     |     | 1–2 | 0–4 |     |     |     | 1–3 | 1–2 | 0–3 |     |     |     |
| ヴェルスパ大分         |     | 2–4 | 1–0 | 2–1 |     |     | 3–0 |     |     | 1–0 |     | 1–2 |     | 3–3 | 4–1 |     |
| FC大阪                 | 1–1 |     |     |     |     |     |     | 1–0 | 1–2 | 0–0 |     |     | 2–1 | 2–1 |     | 0–2 |
| MIOびわこ滋賀          |     |     | 3–2 | 1–4 | 1–1 | 1–0 |     |     |     |     | 3–3 | 6–0 |     | 1–0 | 0–3 |     |
| ヴィアティン三重       |     |     | 3–0 | 0–0 | 1–2 | 0–2 |     | 1–2 |     | 3–2 | 1–0 |     |     |     |     | 0–1 |
| FCマルヤス岡崎         |     | 1–2 |     | 0–4 | 1–1 |     |     | 1–3 |     |     | 2–1 | 1–1 |     |     | 0–2 |     |
| 鈴鹿ポイントゲッターズ | 0–1 |     | 1–0 | 0–1 |     | 2–2 | 5–3 |     |     |     |     | 3–0 |     | 1–2 | 1–0 |     |
| ラインメール青森       |     | 0–2 | 0–0 |     |     |     | 0–3 |     | 1–2 |     |     |     | 5–2 | 3–0 | 1–1 |     |
| 奈良クラブ             | 1–1 |     |     |     |     | 1–2 |     | 3–0 | 1–0 | 1–0 | 0–1 |     |     |     |     | 1–1 |
| 松江シティFC           | 0–0 | 2–1 |     |     | 1–3 |     |     |     | 2–1 | 1–0 |     |     | 3–2 |     |     | 2–1 |
| いわきFC               | 1–1 | 1–2 |     |     | 1–2 |     | 3–2 |     | 1–1 |     |     |     | 2–1 | 3–1 |     | 4–3 |
| 高知ユナイテッドSC     |     |     | 1–1 | 0–2 | 0–1 | 0–1 |     | 3–0 |     | 0–2 | 2–2 | 1–1 |     |     |     |     |

最終更新は2020年11月29日の試合終了時
出典: 第22回 日本フットボールリーグ(2020) 試合日程・結果
1左縦列のチームがホーム側。
色: 青 = ホームチームが勝ち; 黄 = 引き分け; 赤 = アウェーチームが勝利。

## 個人記録

### 得点ランキング
| 順位   | 選手     | 所属               | 得点 |
| ------ | -------- | ------------------ | ---- |
| 得点王 | 坂本一輝 | MIOびわこ滋賀      | 9    |
| 得点王 | 酒井達磨 | 松江シティFC       | 9    |
| T3     | 藤原元輝 | ソニー仙台FC       | 7    |
| T3     | 塩谷仁   | ヴィアティン三重   | 7    |
| T5     | 水永翔馬 | テゲバジャーロ宮崎 | 6    |
| T5     | 赤星魁麻 | 高知ユナイテッドSC | 6    |
| T7     | 富田湧也 | Honda FC           | 5    |
| T7     | 渡邉龍   | テゲバジャーロ宮崎 | 5    |
| T7     | 薮内健人 | ヴェルスパ大分     | 5    |
| T7     | 利根瑠偉 | ヴェルスパ大分     | 5    |
| T7     | 川西誠   | FC大阪             | 5    |
| T7     | 古川大悟 | ヴィアティン三重   | 5    |
| T7     | 島田拓海 | 奈良クラブ         | 5    |
| T7     | 鈴木翔大 | いわきFC           | 5    |

最終更新は2020年11月29日の試合終了時

出典: 第22回日本フットボールリーグ(2020) 得点ランキング

### 個人表彰・ベスト11
2020年12月8日に個人表彰が発表された。
| Pos        | 選手名   | 所属               |
| ---------- | -------- | ------------------ |
| 最優秀監督 | 須藤茂光 | ヴェルスパ大分     |
| GK         | 姫野昂志 | ヴェルスパ大分     |
| DF         | 代健司   | テゲバジャーロ宮崎 |
| DF         | 荻原健太 | ソニー仙台FC       |
| DF         | 鈴木雄也 | Honda FC           |
| DF         | 浦島貴大 | ヴェルスパ大分     |
| MF・MVP    | 瓜生昂勢 | ヴェルスパ大分     |
| MF         | 日高大   | いわきFC           |
| MF         | 藤原元輝 | ソニー仙台FC       |
| MF         | 富田湧也 | Honda FC           |
| FW・得点王 | 坂本一輝 | MIOびわこ滋賀      |
| FW・得点王 | 酒井達磨 | 松江シティFC       |
| 新人王     | 梅田魁人 | テゲバジャーロ宮崎 |

- 優秀レフェリー賞：俵元希
- フェアプレー賞：松江シティFC

### ハットトリック
| JFL       | JFL          | JFL  | JFL            | JFL       | JFL     | JFL    |
| 選手      | 所属         | 節   | 対戦相手       | 試合結果  | 日付    | 出典   |
| --------- | ------------ | ---- | -------------- | --------- | ------- | ------ |
| 富田湧也  | Honda FC     | 21節 | MIOびわこ滋賀  | 3 - 1 (H) | 9月19日 | [ 35 ] |
| 藤原元輝4 | ソニー仙台FC | 21節 | ヴェルスパ大分 | 4 - 2 (A) | 9月20日 | [ 36 ] |

Note: 4 1試合4得点 (H) – ホーム (A) – アウェイ

## 昇格・降格

### J3への加盟
J3への加盟については、「J3スタジアム要件」「J3クラブライセンス基準」に関する審査および入会審査に合格したうえで、JFLでの年間順位が4位以内、かつ、JFLに属するJリーグ百年構想クラブのうち上位2クラブに入っていることと、JFLのリーグ戦がJFLの定めるリーグ戦成立要件を満たすことを条件となる。ただし2020年は新型コロナウイルスの影響によりリーグ戦の大会方式が変更（1回戦総当たりリーグ方式、無観客試合（リモートマッチ）開催）となったため、ホーム戦の観客数平均2,000人超であることを条件とはしない。9月15日に2021年シーズンにJ3クラブライセンスの申請があったラインメール青森、いわきFC、ヴィアティン三重、奈良クラブ、FC大阪、テゲバジャーロ宮崎の6クラブに交付された。このうちT宮崎は第29節の結果により、J3加盟に必要な成績要件である「年間順位4位以内」が確定した。他の5クラブは成績要件を満たさなかったためJ3昇格は消滅した。

### 地域リーグとの入れ替え
新型コロナウィルス拡大の影響でリーグ戦が1回戦総当たり方式に変更となった影響でJFL15位、16位チームはJFLに残留。地域リーグからの昇格は、JFLへの入会を希望し、入会条件を満たすチームの中から全国地域サッカーチャンピオンズリーグ2020（以下、地域CL）の成績上位2チームが自動昇格となり、2021年のJFLは最大18チームで行われる予定となった。
地域リーグからの昇格は同年11月19-23日に行われた上記大会により、上位2チームに入ったFCティアモ枚方（関西サッカーリーグ1部優勝）とFC刈谷（東海社会人サッカーリーグ1部優勝）が昇格。第23回日本フットボールリーグは17チームで行われることとなった。

## その他
今リーグ戦では初めて、YoutubeのJFLチャンネル等で全試合生中継を行うこととなった。